# برادنینچ
latitudeبرادنینچlongitudeبرادنینچ
برادنینچ (به انگلیسی: Bradninch) یک منطقهٔ مسکونی در انگلستان است که در جنوب غربی انگلستان واقع شده‌است.

## خصوصیات
برادنینچ ۱٬۹۱۶ نفر جمعیت دارد.